# Chrysopilus fuscipes
Chrysopilus fuscipes är en tvåvingeart som beskrevs av Jacques-Marie-Frangile Bigot 1887. Chrysopilus fuscipes ingår i släktet Chrysopilus och familjen snäppflugor. Inga underarter finns listade i Catalogue of Life.